# Deheubarth
Deheubarth (velšsky Teyrnas Deheubarth) bylo raně středověké velšské království v oblasti jižního Walesu, přesněji se však jednalo o svazek menších státních útvarů spojených osobou krále z dynastie Dinefwr, který měl sídlo na stejnojmenném místě. Království existovalo v letech 920–1197.

## Dějiny
Vzniklo roku 920 sjednocením dvou drobných království Seisyllwg a Dyfed za vlády deheubarthského krále Hywela Dda, který dosáhl vlády nad téměř celým Walesem. K opravdové jednotě měl Wales však ještě pořád daleko.
V roce 1041 byl Deheubarth napaden a poražen sousedním severním královstvím Gwynedd. Přestože byli Gwyneddští nuceni se ze zemí Deheubarthu stáhnout, v roce 1055 se jim znovu podařilo si Deheubarth podrobit a dostat ho pod svou kontrolu. V průběhu dalšího desetiletí vpadli do jižního Walesu angličtí Normané a ovládli i Deheubarth. Smrt tehdy nejvlivnějšího panovníka země gwyneddského krále Bleddyna ap Cynfyn, způsobila ve Walesu občanskou válku, čehož Normané využili k obsazení i severní části Walesu. Roku 1081 dosáhli Normané skrze zradou a uvěznění waleského panovníka obsazení větší části Gwyneddu. Na jihu Vilém I. obsadil Dyfed a postavil hrady u St. Davidsu a Cardiffu. Poté, co byl Deheubarth obsazen a v podobě velšských marek rozdělen mezi normanské šlechtice, se nadvláda Normanů v zemi stabilizovala.

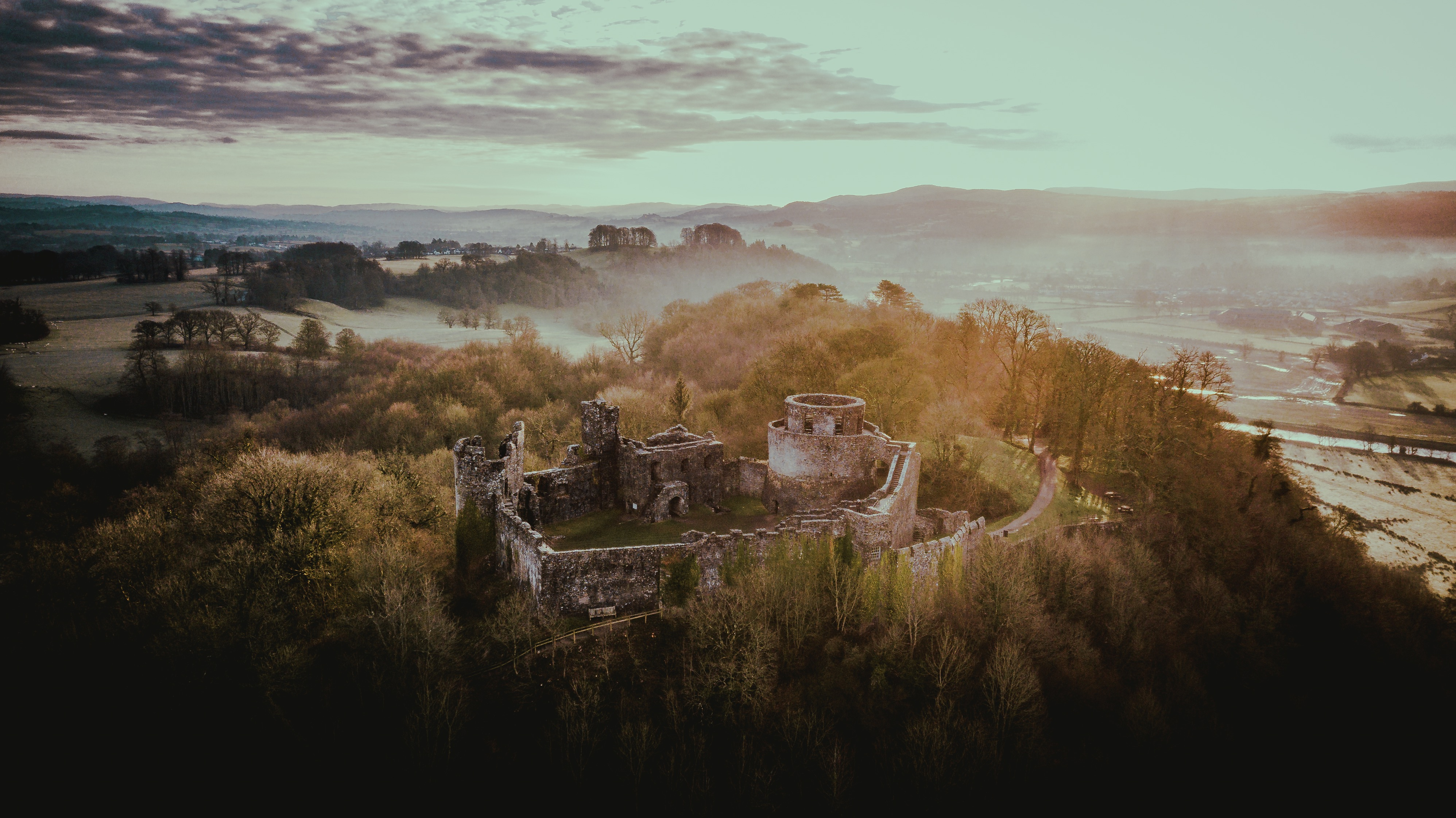
Hrad Dinefwr

V roce 1136 uzavřel deheubarthský kníže Rhys ap Gruffydd spojenectví s Gwyneddem za účelem povstání proti normanské nadvládě a po boku Owaina Gwynedda a Cadwaladra ap Gruffydd dosáhli společného vítězství nad Angličany v Crug Mawr. Avšak nově osvobozená oblast Ceredigionu, na místo toho, aby se navrátila pod své původní majitele, byla nyní anektována Owainem. Po Owainově smrti došlo mezi Velšany k další občanské válce, díky které Deheubarth dosáhl své někdejší síly a významu, nicméně zanedlouho poté v roce 1197 Rhys podkopal jednotu království tím, že celou zemi rozdělil mezi své syny. Žádný z nich už potom království nesjednotil ani znovu nenabyl jeho ztracené moci a významu. V nadcházející době 12. století, kdy celá země spěla k formování jednotného Walesu, podporovali deheubarthští vládcové LLywelyna Velikého v jeho cestě k vládě nad celým Walesem jako jeho podřízení vazalové a později se stali nedílnou součástí Velšského knížectví.